# Sebastián Miranda
Sebastián Miranda y Pérez-Herce, né le 7 juillet 1885 à Oviedo et mort le 19 octobre 1975 à Madrid, est un sculpteur espagnol.
Après une scolarité à Oviedo, Miranda s'inscrit à l'institut polytechnique de Bingen am Rhein en Allemagne. De retour en Espagne, il suit des études de droit à l'université d'Oviedo.
En 1908, il voyage en Europe. Sebastián Miranda passe deux ans à Paris, où il se forme à la sculpture avec pour maître, le sculpteur espagnol, Luis de Périnat, diplomate en poste à Paris. Il fréquente le milieu artistique de Montmartre. Ensuite il passe deux autres années à l'Académie des beaux-arts de Rome. 
En 1914, il revient dans son pays en raison de la Première Guerre mondiale.
En 1921, Sebastián Miranda retourne à Paris ainsi qu'en Italie. Il obtient son premier succès lors d'une exposition au musée d'Art moderne, au cours de laquelle il vendit toutes ses œuvres exposées.
Le musée Casa natal de Jovellanos de Gijón, présente son œuvre majeure, le "Retablo del Mar" (Retable de la mer), représentant des scènes populaires de la criée de Gijón, sculptées sur un grand panneau en bois.
Il se spécialise dans la réalisation de bustes ainsi que la représentation de toréros sa seconde passion étant la corrida. Il sculpta également des femmes avec enfants, des gitanes, des femmes âgées, etc.